# 新洲垦殖场
新洲垦殖场，是中华人民共和国江西省九江市柴桑区下辖的一个类似乡级单位。

## 行政区划
下辖以下地区：
一分场生活区、二分场生活区和三分场生活区。